# 加斯帕尔·博安
加斯帕尔·博安（法語：Gaspard Bauhin，Caspar Bauhin；拉丁化：Casparus Bauhinus，1560年—1624年），文艺复兴时期欧洲科学家之一。

## 生平
出生于巴塞尔，其父母是法国人，后来，他在巴塞尔大学担任希腊语和植物学教授。他的植物学著作中整理了数千种当地植物。

## 著作
- 《植物绘图》（Phytopinax），1596年
- 《植物描述基础》（Prodromus theatri botanicii），1620年
- 《植物描述绘图》（Pinax theatri botanici），1623年

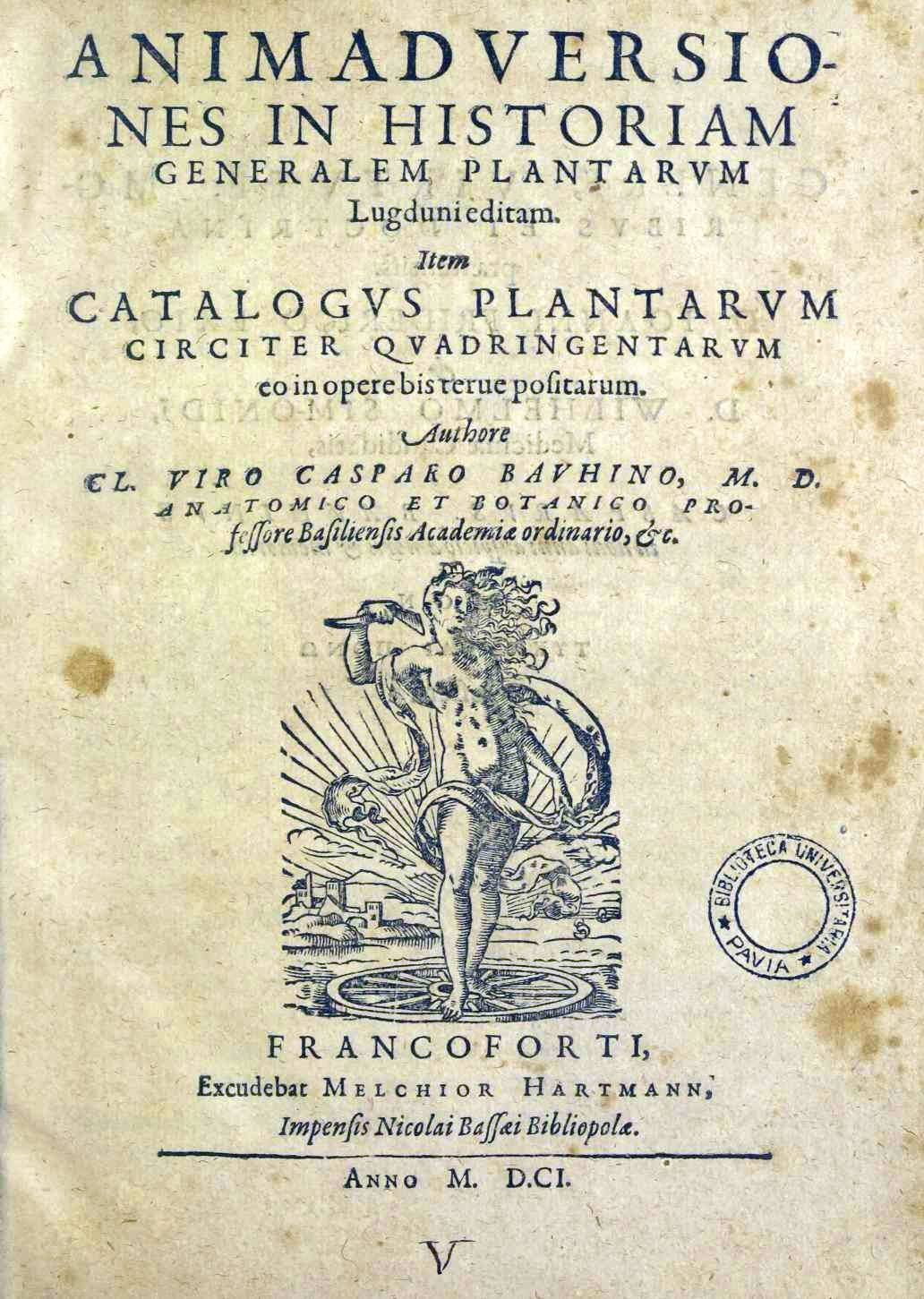
Animadversiones in historiam generalem plantarum, 1601

## 扩展阅读
- 本条目包含来自公有领域出版物的文本: Chisholm, Hugh (编). .  (第11版). London: Cambridge University Press. 1911.